# (84118) Bracalicioci
(84118) Bracalicioci est un astéroïde de la ceinture principale.

## Description
(84118) Bracalicioci est un astéroïde de la ceinture principale. Il fut découvert le 3 septembre 2002 à Campo Imperatore par Fabrizio Bernardi. Il présente une orbite caractérisée par un demi-grand axe de 2,32 UA, une excentricité de 0,19 et une inclinaison de 5,3° par rapport à l'écliptique.